# 常清寺 (横浜市)
常清寺（じょうせいじ）は、神奈川県横浜市南区清水ケ丘にある日蓮宗の寺院。山号は栄玉山。旧本山は身延山久遠寺、脱師法縁。

## 歴史
延宝4年（1676年）吉田勘兵衛（真養寺、日枝神社も創建）が開基となり、身延山久遠寺31世一円院日脱を開山に吉田新田（現在の市内中区長者町付近）に創建。延享5年（1748年）本堂再建。
明治32年（1890年）銭湯勝盛館付近が火元とされる雲井町の火事で清正公堂と鐘楼を残し焼失する。明治38年（1896年）本堂再建。
大正12年（1923年）関東大震災で再び焼失し伽藍すべて灰燼となった。昭和10年（1935年）本堂再建。
昭和20年（1945年）横浜大空襲でみたび伽藍は全焼する。昭和27年（1952年）現在地に移転して仮本堂を建立。昭和44年（1969年）現在の本堂が再建された。

## 寺名
山号は勘兵衛の父の法名「春清院栄玉日昌」に因み、寺名は勘兵衛の法名「運千院常清日凉」から取ったものである。

## 本堂
鉄筋コンクリート地下一階、地上一階

## 清正公堂分院
清正公堂も1978年に常清寺の本堂へ移転したが、長者町周辺地域住民からの要望により、1998年に長者町9丁目にある立体駐車場の一角に清正公堂分院として再建された。

## 参考資料
- 日蓮宗寺院大鑑編集委員会『宗祖第七百遠忌記念出版 日蓮宗寺院大鑑』大本山池上本門寺 (1981年)NCID BN01669639
- 「吉田新田 常清寺」『新編武蔵風土記稿』 巻ノ78久良岐郡ノ6、内務省地理局、1884年6月。NDLJP:763986/44。
- 横浜市 編『横浜市史稿佛寺編』1931-33、776-778頁。NDLJP:1213532/448。
- 南区の歴史発刊実行委員会『南区の歴史』[要文献特定詳細情報]